# 陳惟仁共諜案
陳惟仁共諜案，也被稱為國會助理共諜案，於2022年在台灣發生的國安案件，前國會助理陳惟仁與其同謀，於2012年至2022年間，涉及擔任中華人民共和國情報人員，在台灣發展情報組織以及收集機密情報的案件。於2022年判決有罪。

## 主嫌
- 陳惟仁，曾任中國國民黨立法委員游淑慧立法院助理，後擔任國際物流業的企業主管[2]
- 林雍達，曾任中國國民黨立法委員陳淑慧以及民主進步黨立委陳進丁立法院公費助理[2]
- 李易諴，曾任中國國民黨立法委員張麗善主任助理，後擔任香港東方日報記者[3]

## 經過
主嫌陳惟仁長期擔任國會助理，後進入從事國際物流企業工作，負責中華人民共和國地區的業務。陳惟仁於2012年，結識化名為黃冠龍的中華人民共和國情報人員。隨後邀約友人林雍達，同至中國澳門，與黃冠龍會面，收取資金，約定好回台灣發展情報組織，以獲取中華人民共和國提供的報酬。2014年，吸收記者李易諴加入情報組織。陳惟仁等人，利用在立法院活動的機會，收集外交與國防相關情資，駐外人員名冊等資訊，定期交付給中國方面。
自2015年至2017年，勸誘中國國民黨籍前國會助理張子強加入情報組織，前往中國澳門與黃冠龍會面，未獲同意。經張子強介紹，接觸時任中國國民黨國家政策研究基金會助理陳星貝，由他提供國民黨內部關於國共論壇等非公務秘密資料，交給黃冠龍。
2016年，陳惟仁與林雍達接觸時任周刊王警政線記者李明軒，希望李明軒協助取得內政部警政署內部法輪功等反共團體的相關情報，未獲同意。
李易諴認識一名電腦工程師黃姓男子，他任職於一間政府資訊設備外包商公司。於2017年，李易諴將黃姓工程師介紹給陳惟仁，兩人游說他利用對政府資訊系統的知識，以駭客攻擊方式侵入健保資料庫，試圖取得總統蔡英文等人病歷資料，但遭黃男拒絕。陳惟仁與李易諴曾利用黃姓工程師提供的方法，意圖自行入侵健保局資料庫，但未成功。
陳惟仁認識曾擔任民主進步黨立法委員柯建銘隨扈的新竹市員警彭智青，於2018年，居中介紹李易諴與彭智青認識，借機要求彭智青利用職務之便，在進入柯建銘書房或其他私人處所時，搜集民主進步黨內部的總統選舉情資，未獲同意。

## 法律偵辦與判決
自2015年開始，國安單位認為陳惟仁行動可疑，長期監聽陳惟仁等人，收集證據。
經台北地檢署偵辦後，於2020年起訴，陳惟仁等人坦承犯行，經2021年地院一審判決有罪。於2022年高院二審判決，為中國情報人員在台發展組織部分構成犯罪，依國家安全法發展組織罪，陳惟仁有期徒刑10月；林雍達5月徒刑。因病歷等資料不被法院認定為機密情報，刺探機密部分，於二審認為不構成犯罪，判決無罪。林易諴因病死亡，不起訴。